# 柏原市立国分小学校
柏原市立国分小学校（かしわらしりつ こくぶしょうがっこう）は、大阪府柏原市にある公立小学校。

## 沿革
明治時代初期の学制発布に伴い、安宿部郡国分村に1873年3月22日、堺県第二十五番小学校として開校した。開校当時の通学区域は、安宿部郡国分村・片山村（町村制実施で玉手村の一部）・高井田村（町村制実施で堅下村の一部）だった。
その後学校制度の変遷を経て、国分尋常高等小学校となった。1887年には安宿部郡玉手村および円明村（町村制実施で玉手村に合併）を通学区域に編入し、さらに町村制の実施により安宿部郡（1896年南河内郡）国分村・玉手村の2村を校区とした。国分村・玉手村は1931年6月1日に合併し、南河内郡国分村（1941年4月1日町制施行で国分町）となっている。
1941年4月1日には国民学校令の実施により、南河内郡国分国民学校となった。さらに1947年の学制改革では、国分町立小学校に改編している。
南河内郡国分町は1956年9月30日、合併によって中河内郡柏原町となった。これに伴い同日付で柏原町立国分小学校に改称した。さらに柏原町は1958年10月1日に市制を施行して柏原市となり、同日付で柏原市立国分小学校に改称した。
地域の宅地化により1970年代以降、玉手（1973年）・旭ヶ丘（1981年）・国分東（2000年）の3小学校が、国分小学校より分離開校している。

### 年表
- 1873年3月22日 - 堺県第二十五番小学校として開校。
- 1884年 - 富田林郡役所部内十学区安宿部郡国分小学校に改称。
- 1887年 - 高等科を併置、安宿部郡国分尋常高等小学校に改称。
- 1896年4月1日 - 郡の合併により、南河内郡国分尋常高等小学校に改称。
- 1898年 - 高等科を廃止、南河内郡国分尋常小学校に改称。
- 1908年4月 - 高等科を再開。南河内郡国分尋常高等小学校に改称。
- 1931年6月1日 - 南河内郡国分尋常小学校に改称。
- 1941年4月1日 - 国民学校令により、大阪府南河内郡国分国民学校に改称。
- 1947年4月1日 - 学制改革により、国分町立小学校に改称。
- 1956年9月30日 - 町村合併により柏原町立国分小学校に改称。
- 1958年10月1日 - 柏原市の市制施行により柏原市立国分小学校に改称。
- 1971年10月 - 完全給食を開始。
- 1973年4月1日 - 柏原市立玉手小学校を分離。
- 1981年4月1日 - 柏原市立旭ヶ丘小学校を分離。
- 1990年2月9日 - 放火により4教室焼失。
- 2000年4月1日 - 柏原市立国分東小学校を分離。
- 2020年4月1日 - 柏原市立国分東小学校を統合[1]。

## 通学区域
- 柏原市 国分本町1丁目-7丁目、国分市場1丁目の一部、国分市場2丁目の一部、田辺1丁目-2丁目、国分東条町の一部、大字高井田のうち通称高井田東住宅地区。

卒業生は柏原市立国分中学校に進学する。

## 交通
- 近鉄大阪線 河内国分駅 東へ約550m。
- 関西本線（大和路線） 高井田駅 南へ約1.2km。